# Elecciones generales de Japón de 1955
Las elecciones generales se celebraron en Japón el 27 de febrero de 1955. El resultado fue una victoria para el Partido Democrático de Japón, el cual ganó 185 de los 467 escaños.
El auge de Hatoyama explotó en estas elecciones. Los votos se reunieron para los candidatos del Partido Democrático de Japón debido a la personalidad positiva de Hatoyama, su expulsión del cargo público por GHQ cerca de su control del gobierno, y su simpatía por las fechorías que habían caído en la enfermedad. 

## Antecedentes
En 1954, Shigeru Yoshida y su quinto gabinete renunciaban y el 10 de diciembre se estableció el primer gabinete de Ichirō Hatoyama del Partido Democrático de Japón. En la nominación para los líderes poco después del establecimiento del Gabinete de Hatoyama en la reunión de líderes del partido el 9 de diciembre, y emitieron una declaración conjunta, el Partido Democrático y el Partido Socialista de Izquierda y el Partido Socialista de Derecha acordaron disolver la Cámara de Representantes. Además, el Partido Democrático quería salir lo antes posible de la posición de gobierno en minoría y obtener una mayoría estable. La Cámara de Representantes se disolvió el 24 de enero de 1955.

## Resultados
|  | 36.57 % |

|  | 26.61 % |

|  | 15.35 % |

|  | 13.86 % |

|  | 1.98 % |

|  | 0.97 % |

|  | 1.34 % |

|  | 3.32 % |

|  | 99.13 % |

|  | 0.87 % |

|  | 100.00 % |

|  | 75.84 % |